# Ghiliceni
Ghiliceni è un comune della Moldavia situato nel distretto di Telenești di 2.624 abitanti al censimento del 2004.

## Località
Il comune è formato dall'insieme delle seguenti località (popolazione 2004):
- Ghiliceni (1.766 abitanti)
- Cucioaia (833 abitanti)
- Cucioaia Nouă (25 abitanti)